# Tag der offenen Tür

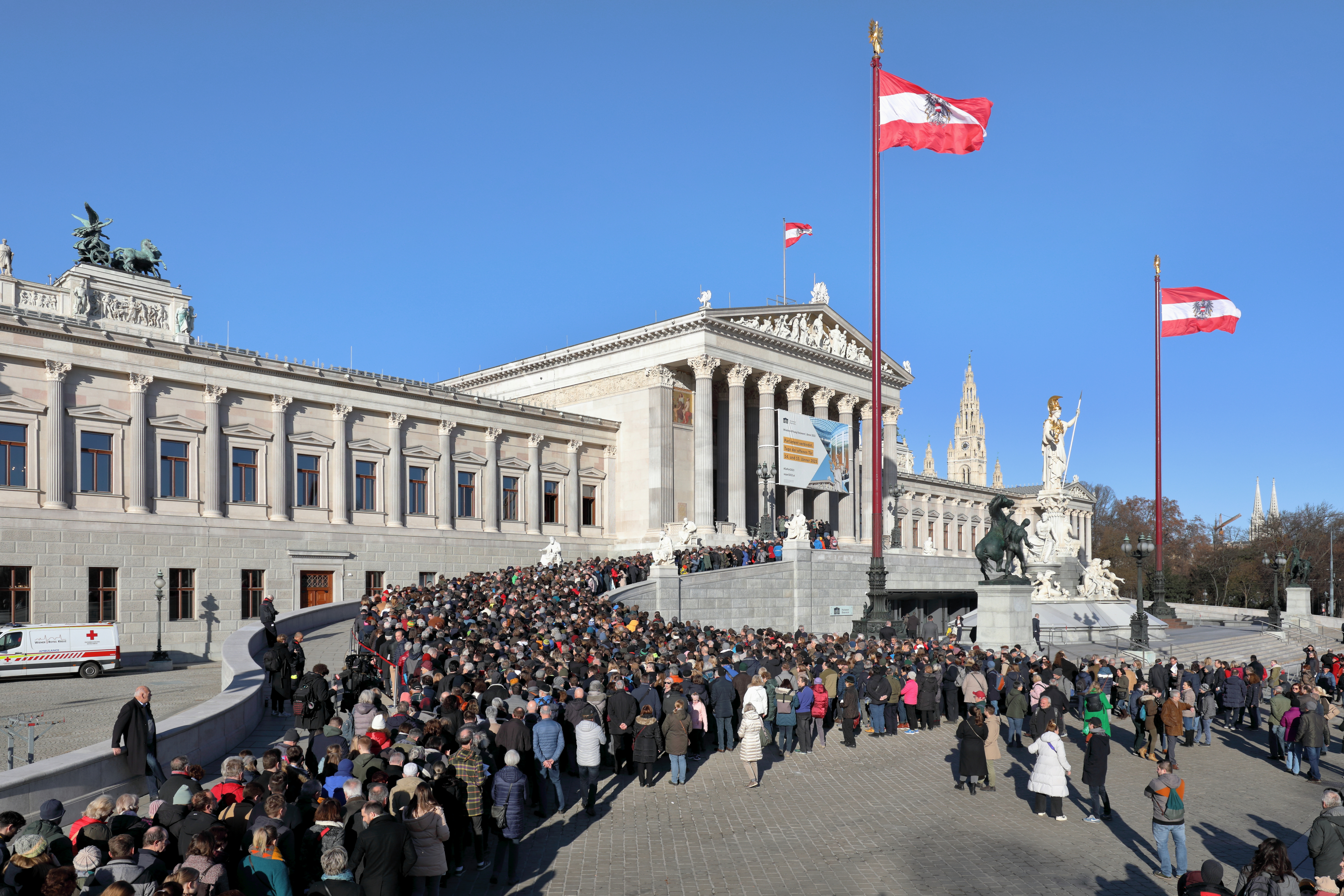
Tag der offenen Tür anlässlich der Wiedereröffnung des Parlamentsgebäudes in Wien im Jahr 2023

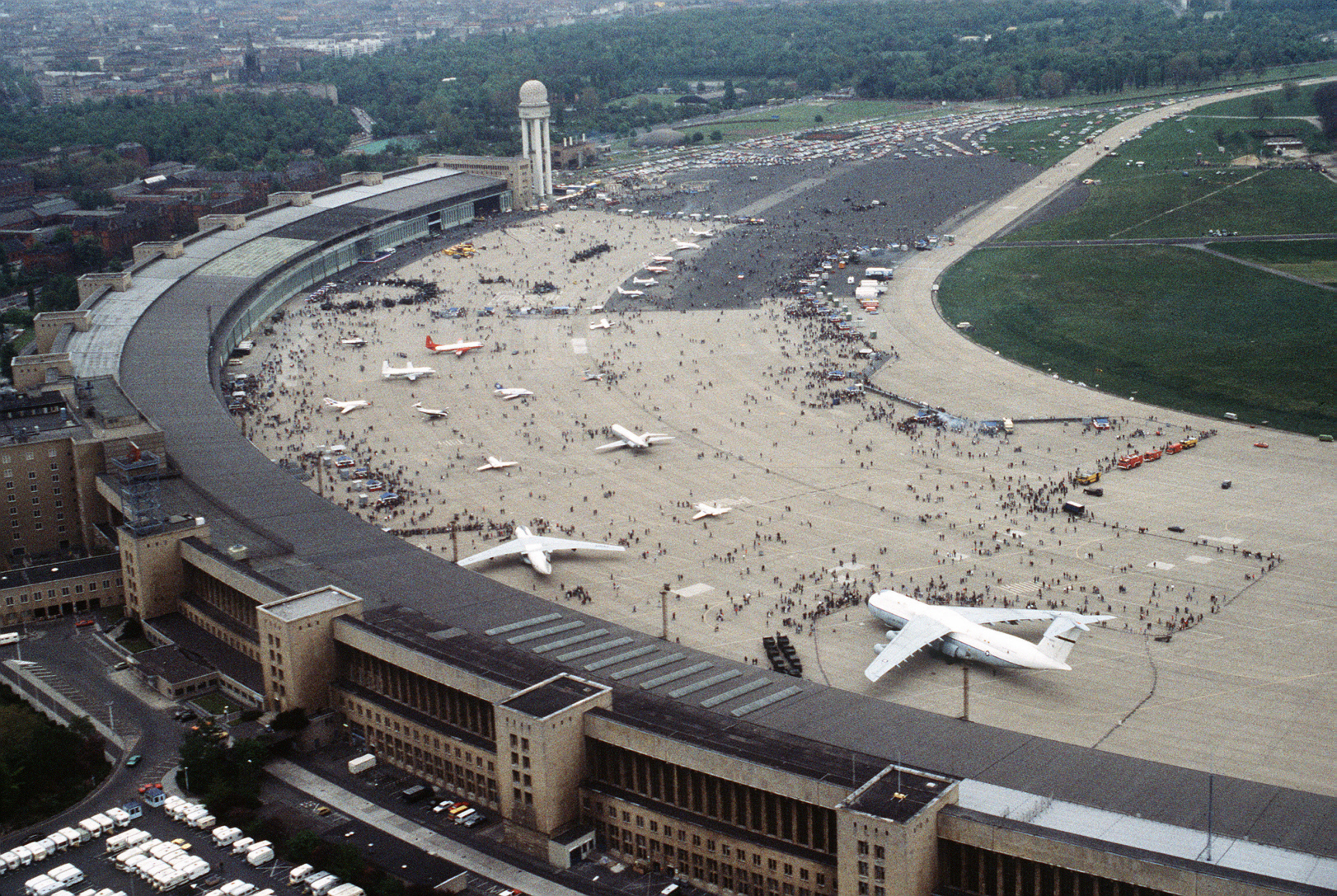
Tag der offenen Tür auf dem Flughafen Berlin-Tempelhof im Jahr 1984

Der Tag der offenen Tür (TdoT) ist ein Tag, an dem Institutionen, öffentliche Einrichtungen, Unternehmen, technische Anlagen oder ähnliche Betriebe für Besucher geöffnet sind, die dort normalerweise keinen Zutritt haben.
Ziel eines solchen Tages ist es, im Rahmen der Öffentlichkeitsarbeit Besucher über die Einrichtung oder deren in der Regel nicht öffentlich zugänglichen Bereiche zu informieren. Viele Unternehmen und Einrichtungen veranstalten einen „Tag der offenen Tür“ regelmäßig, andere führen ihn einmalig aus. Anlässe dafür sind Eröffnungen, Jahrestage oder bestimmte äußere Anlässe, wie beispielsweise Stadtfeste. Dieser Publikumstag ist unter Umständen eingeschränkt: so wird eine Justizvollzugsanstalt oder der Tresorraum einer Bank nur unter Sicherheitsvorkehrungen geöffnet sein.
In der Regel ist der Besuch der betreffenden Einrichtung kostenlos. Teilweise wird zur „offenen Tür“ noch ein Rahmenprogramm oder ein Fest in der jeweiligen Einrichtung veranstaltet. Zudem werden gelegentlich auch Spielmöglichkeiten für Kinder oder Führungen durch verschiedene Bereiche angeboten, um einen Besuch auch für Unbeteiligte interessant zu gestalten.